# Stigmaphyllon peruvianum
Stigmaphyllon peruvianum là một loài thực vật có hoa trong họ Malpighiaceae. Loài này được Nied. miêu tả khoa học đầu tiên năm 1926.